# Atorada
L'atorada o atoraí és una llengua en vies d'extinció de la família lingüística arawak del Brasil i Guyana. Henri Ramirez (2019) considera que podria ser un dialecte del wapishana.:33

## Vocabulari
Vocabulari de la llengua atoraí (Carvalho 1948):
| Català   | Atoraí             |
| -------- | ------------------ |
| home     | iuanae             |
| dona     | runacare, rinacare |
| noia     | macabare           |
| aigua    | une, oune          |
| pedra    | quibae             |
| foc      | tiquiarre          |
| riu      | riucerr            |
| mandioca | canarre            |
| fulla    | rianaba            |
| cabell   | ruai               |
| xarxa    | uecha, uigia       |
| ull      | uauene             |
| nas      | urrebe             |
| boca     | udaco              |
| dent     | uedaco             |
| llengua  | uninon             |
| queixal  | uertae             |
| braç     | uanubai            |
| mà       | uquae              |
| dit      | quercive           |
| ungla    | ubarre             |